# Ken Tralnberg
Kenneth Tralnberg, detto Ken (Prince Albert, 17 luglio 1956), è un giocatore di curling canadese.

## Biografia
Partecipò all'età di 45 anni ai XIX Giochi olimpici invernali edizione disputata a Salt Lake City (Stati Uniti d'America) nel 2002, riuscendo ad ottenere la medaglia d'argento nella squadra canadese con i connazionali Carter Rycroft, Don Bartlett, Don Walchuk e Kevin Martin.
Nell'edizione la nazionale norvegese ottenne la medaglia d'oro, la svizzera quella di bronzo.